# 廖俊 (弘治進士)
廖俊（1476年—？），字崇傑，錦衣衛軍籍江西撫州府新淦縣人。明朝政治人物。進士出身。

## 生平
弘治十一年（1498年）戊午科順天府鄉試第三十二名舉人。弘治十五年（1502年）中式壬戌科會試第二百六十二名，二甲第六十九名進士。

## 家族
曾祖廖真；祖父廖信；父廖忠，母寇氏。重庆下。弟廖伸。